# Karl von Spreti
Karl Borromäus Maria Heinrich Graf von Spreti (ur. 21 maja 1907 na zamku Kapfing w Landshut, zm. 5 kwietnia 1970 w San Pedro Ayampuc) – niemiecki architekt, polityk, działacz Unii Chrześcijańsko-Społecznej (CSU) i dyplomata.
Sprawie śmierci dyplomaty Ryszard Kapuściński poświęcił książkę Dlaczego zginął Karl von Spreti?.

## Życiorys
Urodzony w niemiecko-włoskiej rodzinie szlacheckiej; był drugim synem właściciela ziemskiego Adolfa Grafa von Spreti (1866–1945) i jego drugiej żony Anny Marii Gräfin Yrsch (1874–1944). 
Zdał maturę w gimnazjum w Neubrandenburg. Następnie rozpoczął studiowanie architektury na Uniwersytecie Technicznym w Monachium, które przerwał w 1932 roku. Rozpoczął pracę w Bavaria Film jako scenograf filmowy, a w 1935 roku wyjechał wraz z zespołem reżysera filmowego Franza Ostena do Bombaju, gdzie nawiązał współpracę z indyjską wytwórnią filmową Bombay Talkies. Po powrocie do kraju pracował jako architekt w Ulm i Berlinie. W 1944 roku został powołany do wojska, a wkrótce potem dostał się do niewoli amerykańskiej. Po powrocie z niewoli osiadł w Lindau, gdzie kontynuował pracę jako architekt. 
Po wojnie zaangażował się politycznie w ramach Unii Chrześcijańsko-Społecznej (CSU). Od 1948 do 1956 był radnym miejskim w Lindau. W pierwszych wyborach parlamentarnych w 1949 uzyskał mandat deputowanego do Bundestagu z list CSU, zasiadał w parlamencie do 1956 roku. 
Po zakończeniu krajowej kariery politycznej rozpoczął pracę w dyplomacji. W 1956 roku został ambasadorem Niemiec w Luksemburgu, pełniąc funkcję do 1959 roku. Następnie kierował placówką na Kubie (1959–1963), Jordanii (1963-1965) oraz Dominikanie i Haiti (1967-1969).
Od 1968 był ambasadorem Niemiec w Gwatemali. W czasie trwania gwatemalskiej wojny domowej, 31 marca 1970 roku Spreti został uprowadzony przez lewicową ekstremistyczną partyzantkę gwatemalską (Fuerzas Armadas Rebeldes, FAR). Grupa zażądała od rządu Gwatemali uwolnienia więźniów i zapłacenia okupu w wysokości 700 000 dolarów. Ponieważ rząd nie odpowiedział na żądania, Spreti został zastrzelony przez terrorystów 5 kwietnia. Tego samego dnia władze odkryły jego ciało w San Pedro, 16 kilometrów od miasta Gwatemali. Wydarzenia te spowodowały czasowe zerwanie stosunków między Niemcami a Gwatemalą.
13 kwietnia 1970  w sali plenarnej Bundestagu, w obecności prezydenta RFN Gustava Heinemanna i kanclerza  Willy'ego Brandta, a także innych członków rządu federalnego, Bundestagu i korpusu dyplomatycznego, odbyło się nabożeństwo żałobne. Spreti został pośmiertnie odznaczony wysokimi orderami gwatemalskimi i niemieckimi.

### Życie prywatne
Spreti ożenił się z córką austriackiego dyplomaty Helene Riedl von Riedenstein (1915–1995); Mieli troje dzieci: Marię Gaetanę (1943–2001) Arardo-Constantina (ur. 1946) i Alessandro (ur. 1958).